# Tenebroides corticalis
Tenebroides corticalis es una especie de coleóptero de la familia Trogossitidae. Mide de 4.3 a 9.7 mm. La forma oblonga del pronoto es característica. Se encuentra bajo la corteza de los árboles y también en musgos o líquenes de troncos de árboles.

## Distribución geográfica
Habita en los Estados Unidos y se extiende hasta Guatemala.